# Берингов проток
Вижте пояснителната страница за други значения на Беринг.
Беринговият проток, или Берингов пролив, е проток между Азия, полуостров Чукотка, нос Дежньов, Русия на запад и Северна Америка, полуостров Сюард, нос Принц Уелски, САЩ на изток. Свързва Чукотско море на Северния Ледовит океан на север с Берингово море на Тихия океан на юг. Ширина 86 km, дълбочина до 42 m. В средата му се намират островите Диомид (Ратманов и Крузенщерн), които го разделят на 3 отделни протока. През протока на север по повърхността навлизат по-топли води от Берингово море, а на юг в дълбочина и основно в западната крайбрежна зона – студени води от Чукотско море. От октомври до август е покрит с дрейфуващи ледове. По средата на протока, между островите Ратманов (Голям Диомид) на запад и Крузенщерн (Малък Диомид) на изток преминава държавната граница между Русия и САЩ.

## История
По време на ледниковите епохи протокът се е превръщал в земен мост, тъй като нивото на водата в океаните е спадало. По този начин първите американци (коренното население на Америка) са пристигнали пеша от Сибир през протока, когато той бил суша (Берингов мост) по време на последния ледников период. При максимума на заледяването, което в Европа се оценява, че е настъпило преди около 18 000 години, нивото на водата в океаните е било със 120 метра по-ниско от сегашното, тъй като голяма част от водата се намирала на сушата под формата на лед. Тогава Азия е била свързана с Америка с широка 1500 км ивица суша, покрита с тундра. Счита се, че първите северноазиатци, влезли в Америка, просто са преследвали стадата бизони, лосове или мамути по тази суша към Аляска. В крайна сметка те си пробили път и на юг в континента по свободния от лед коридор по долината на река Маккензи към района на днешните канадски провинции Албърта и Саскачеван, а след това се разпръснали из Северна и Южна Америка.
Първото известно (документирано) плаване през протока от север на юг е извършено през 1648 г. от руския землепроходец Семьон Дежньов. През 1728 г. в него плава известният датски мореплавател на руска служба Витус Беринг, на името на който по-късно е кръстен протока. Първото изследване и картиране на бреговете му е извършено от руски геодезисти Иван Фьодоров и Михаил Гвоздев през 1732 г. През март 2006 г. за 15 дни французинът Димитри Кифер и англичанинът Карл Бушби преминават протока пеш по дрейфуващите ледове.

## Население
Районът е рядко населен. На руския бряг е разположено село Уелен, а на американския – село Уейлс. На остров Малък Диомид (към щата Аляска) има селище с училище. Тъй като международната линия за смяна на времето преминава равноотстоящо между островите на разстояние от 1,5 км, руската и американската страна попадат в различни календарни дни, като нос Дежньов е 21 часа напред спрямо американската страна.
Районът в непосредствена близост от страната на Аляска принадлежи към Номския регион за преброяване на населението, който наброява 9000 души. Няма пътища от Беринговия проток към главните градове на Аляска. Пътува се главно по въздух и вода. Има няколко пътя около град Ноум.
Няма редовна въздушна връзка през протока, а само няколко летни чартърни полета.
Руският бряг принадлежи към Чукотския автономен окръг. Провиденски (4500 души) и Чукотски (5200 души) са райони, които се намират на Беринговия проток. В тези райони също няма пътища.

## Проект за тунел/мост
Повече от век се обмисля построяване на мост или тунел през Беринговия проток. Руското правителство проявява голям интерес, няколко проучвания вече са направени.